# Prokopjevszki járás
A Prokopjevszki járás (oroszul Проко́пьевский райо́н) Oroszország egyik járása a Kemerovói területen. Székhelye Prokopjevszk.

## Népesség
- 1989-ben 35 657 lakosa volt.
- 2002-ben 33 705 lakosa volt.
- 2010-ben 31 442 lakosa volt, melynek 93,1%-a orosz, 2,8%-a csuvas, 0,8%-a ukrán, 0,6%-a német, 0,6%-a tatár stb.